# Nôn mửa
Nôn hay ói, nôn mửa, nôn ói, ói mửa là tình trạng rối loạn tiêu hóa buộc thức ăn trong dạ dày đi ngược lên thực quản và thoát ra ngoài qua đường miệng hoặc đôi khi qua mũi. Tình trạng này xảy ra có thể do tự nhiên cơ thể tự phản ứng hoặc có chủ ý dưới tác động của bên ngoài. Có nhiều nguyên nhân dẫn đến tình trạng này. Nôn có thể là triệu chứng của nhiều loại bệnh khác nhau, từ bệnh phổ biến cho tới hiếm gặp.

## Triệu chứng

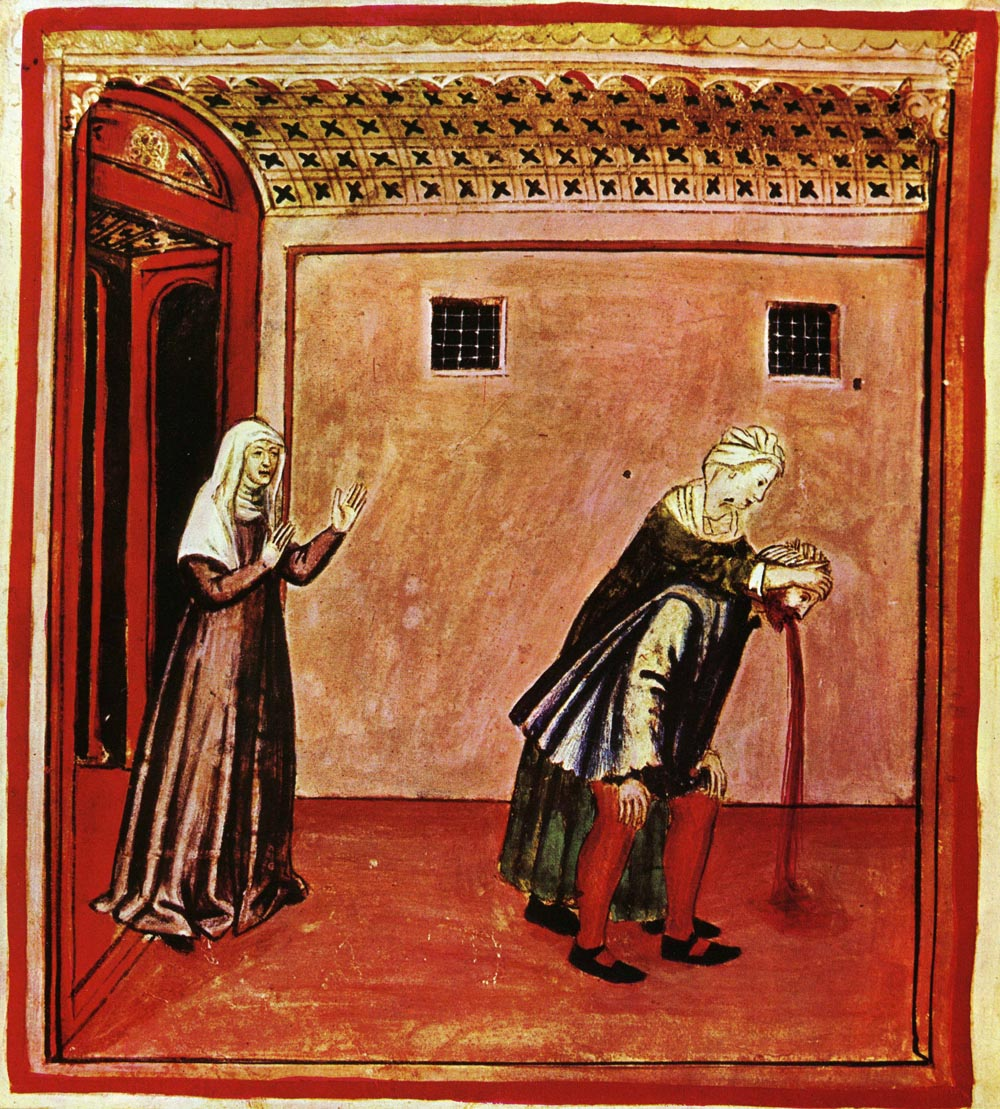
14th-century illustration of vomiting from the Casanatense Tacuinum Sanitatis

Triệu chứng của nôn mửa thường bao gồm đau bụng, tiêu chảy, đau đầu nhẹ, hoa mắt, chóng mặt, ngoài ra còn có thế bị toát mồ hôi lạnh hay khô miệng. Trong trường hợp nghiêm trọng, đau ngực, ngất xỉu và nôn ra máu có thể xảy ra.

## Nguyên nhân
Có rất nhiều bệnh và chứng rối loạn có thể gây ra ói mửa. Những nguyên nhân thường gặp nhất có thể là:
- Do nhiễm virus gây ra viêm dạ dày – ruột. Viêm dạ dày là tình trạng viêm (đỏ, sưng) ở dạ dày có thể gây ra nôn mửa. Ngoài ra, các bệnh về ruột như tắc nghẽn ruột, đau túi mật, loét dạ dày và viêm ruột thừa cũng là những nguyên nhân có thể gây ra nôn mửa[3].
- Do các loại thuốc như hóa trị liệu, thuốc giảm đau, morphine và thuốc kháng sinh thường gây buồn nôn và nôn mửa[4].
- Do các vấn đề về tâm lý liên quan đến căng thẳng và chứng rối loạn ăn uống và các nguyên nhân phổ biến khác như đau, chóng mặt, phẫu thuật, nóng bức, chấn thương hoặc các chứng say khi di chuyển (say máy bay, say xe, say tàu thủy hoặc tàu lửa)[3].
- Say rượu

## Cách điều trị
Việc điều trị phụ thuộc vào nguyên nhân gây bệnh. Mục tiêu chính của việc điều trị là thay thế lượng chất lỏng hoặc chất điện giải đã mất (những chất đặc biệt kiểm soát sự cân bằng chất lỏng trong cơ thể).
Giải pháp uống nước canh ấm hoặc dung dịch điện giải glucose thường được sử dụng. Nếu bạn xuất hiện các triệu chứng nghiêm trọng, bạn có thể phải nhập viện và truyền dịch dưới tĩnh mạch. Các loại thuốc kháng sinh có thể hiệu quả đối với vi khuẩn nhưng không hiệu quả đối với virus và các bệnh nhiễm trùng. Các loại thuốc kháng axit không kê toa như thuốc kháng thụ thể histamine-2 (H2) và thuốc ức chế bơm proton (PPI) như omeprazole có thể kiểm soát các triệu chứng viêm dạ dày nhẹ.
Nếu bạn bị đau túi mật, viêm ruột thừa và tắc nghẽn ruột, bạn có thể cần phải nhập viện và phẫu thuật.